# Taça do Mundo de Atletismo de 2002
A nona edição da Taça do Mundo de Atletismo decorreu no Estádio La Peineta (Estádio de la Comunidad), em Madrid, Espanha, entre os dias 19 e 21 de setembro de 2002, sob os auspícios da IAAF. Tomaram parte nesta edição, para além das cinco selecções continentais e dos Estados Unidos, a Grã-Bretanha (1ª na Taça da Europa de Nações - sector masculino), a Rússia (1ª na Taça da Europa de Nações - sector feminino) e a Alemanha (2ª na Taça da Europa de Nações - em ambos os sectores). Para além dessas oito selecções, foi também convidada a selecção do país organizador, a Espanha, dado que o Estádio La Peineta possui uma pista com nove corredores.

## Edições
1977 | 1979 | 1981 | |1985 | 1989 | 1992 | 1994 | 1998 | 2002 | 2006 | 2010 |

## Provas
| Corridas: 100 m - 200 m - 400 m - 800 m - 1500 m - 3000 m - 5000 m Obstáculos: 100 m barreiras - 110 m barreiras - 400 m barreiras - 3000 metros obstáculos Saltos: Altura - Comprimento - Triplo - Vara Lançamentos: Peso - Disco - Dardo - Martelo Estafetas: 4 x 100 m - 4 x 400 m |

## Acontecimentos marcantes
A atleta moçambicana Maria de Lurdes Mutola venceu, pela quarta vez consecutiva, a prova feminina de 800 metros.

## Equipas participantes
- AFR - África
- ALE - Alemanha
- AME - Américas (excluindo Estados Unidos)
- ASI - Ásia
- ESP - Espanha
- EUR - Europa
- GBR - Grã-Bretanha (só no sector masculino)
- ITA - Itália
- OCE - Oceânia
- RUS - Rússia (só no sector feminino)
- USA - Estados Unidos

## Resultados

### Classificações gerais
| Lugar | País           | Pontos |
| ----- | -------------- | ------ |
| 1     | África         | 134    |
| 2     | Europa         | 116    |
| 3     | Estados Unidos | 114    |
| 4     | Américas       | 111    |
| 5     | Espanha        | 96     |
| 6     | Alemanha       | 87,5   |
| 7     | Ásia           | 81     |
| 8     | Oceânia        | 69,5   |
| desq. | Reino Unido    |        |

| Lugar | País           | Pontos |
| ----- | -------------- | ------ |
| 1     | Rússia         | 127    |
| 2     | Europa         | 124    |
| 3     | Américas       | 110    |
| 4     | África         | 100    |
| 5     | Estados Unidos | 94     |
| 6     | Alemanha       | 81,5   |
| 7     | Espanha        | 76,5   |
| 8     | Ásia           | 76     |
| 9     | Oceânia        | 60     |

### Resultados por prova

#### 100 metros
| Pos. | Atleta             | País                  | Equipa | Marca    |
| ---- | ------------------ | --------------------- | ------ | -------- |
| 1    | Uchenna Emedolu    | Nigéria               | AFR    | 10"06 PB |
| 2    | Kim Collins        | São Cristóvão e Neves | AME    | 10"06    |
| 3    | Francis Obikwelu   | Portugal              | EUR    | 10"09    |
| 4    | Jon Drummond       | Estados Unidos        | USA    | 10"10    |
| 5    | Jamal A. Al-Saffar | Arábia Saudita        | ASI    | 10"38    |
| 6    | Marc Blume         | Alemanha              | ALE    | 10"46    |
| 7    | Patrick Johnson    | Austrália             | OCE    | 10"58    |
| 8    | Ángel D. Rodríguez | Espanha               | ESP    | 10"78    |
| DQ   | Dwain Chambers     | Reino Unido           | GBR    | 10"16    |

| Pos. | Atleta                | País           | Equipa | Marca |
| ---- | --------------------- | -------------- | ------ | ----- |
| 1    | Tanya Lawrence        | Jamaica        | AME    | 11"06 |
| 2    | Susanthika Jayasinghe | Sri Lanka      | ASI    | 11"20 |
| 3    | Endurance Ojokolo     | Nigéria        | AFR    | 11"26 |
| 4    | Glory Alozie          | Espanha        | ESP    | 11"28 |
| 5    | Melanie Paschke       | Alemanha       | ALE    | 11"37 |
| 6    | Marina Kislova        | Rússia         | RUS    | 11"41 |
| 7    | Kim Gevaert           | Bélgica        | EUR    | 11"41 |
| 8    | Lauren Hewitt         | Austrália      | OCE    | 11"48 |
| DQ   | Marion Jones          | Estados Unidos | USA    | 10"90 |

#### 200 metros
| Pos. | Atleta             | País           | Equipa | Marca |
| ---- | ------------------ | -------------- | ------ | ----- |
| 1    | Francis Obikwelu   | Portugal       | EUR    | 20"18 |
| 2    | Frank Fredericks   | Namíbia        | AFR    | 20"20 |
| 3    | Marlon Devonish    | Reino Unido    | EUR    | 20"32 |
| 4    | Ramon Clay         | Estados Unidos | USA    | 20"32 |
| 5    | Dominic Demeritte  | Bahamas        | AME    | 20"47 |
| 6    | Gennadiy Chernovol | Cazaquistão    | ASI    | 20"73 |
| 7    | Julián Martínez    | Espanha        | ESP    | 21"23 |
| 8    | Oliver Koenig      | Alemanha       | ALE    | 21"32 |
| 9    | Dallas Roberts     | Nova Zelândia  | OCE    | 21"61 |

| Pos. | Atleta                | País           | Equipa | Marca |
| ---- | --------------------- | -------------- | ------ | ----- |
| 1    | Debbie Ferguson       | Bahamas        | AME    | 22"49 |
| 2    | Muriel Hurtis         | França         | EUR    | 22"78 |
| 3    | Myriam Léonie Mani    | Camarões       | AFR    | 22"81 |
| 4    | Susanthika Jayasinghe | Sri Lanka      | ASI    | 22"82 |
| 5    | Lauren Hewitt         | Austrália      | AUS    | 23"30 |
| 6    | Marina Kislova        | Rússia         | RUS    | 23"38 |
| 7    | Gabi Rockmeier        | Alemanha       | ALE    | 23"67 |
| 8    | Julia Alba            | Espanha        | ESP    | 24"21 |
| DQ   | Kelli White           | Estados Unidos | USA    | 23"51 |

#### 400 metros
| Pos. | Atleta            | País            | Equipa | Marca    |
| ---- | ----------------- | --------------- | ------ | -------- |
| 1    | Michael Blackwood | Jamaica         | AME    | 44"60 PB |
| 2    | Ingo Schulz       | Alemanha        | ALE    | 44"86    |
| 3    | Fawzi Al-Shammari | Kuwait          | ASI    | 45"14    |
| 4    | Eric Milazar      | Ilhas Maurícias | AFR    | 45"41    |
| 5    | Clinton Hill      | Austrália       | OCE    | 45"74    |
| 6    | Timothy Benjamin  | Reino Unido     | GBR    | 45"80    |
| 7    | David Canal       | Espanha         | ESP    | 46"21    |
| 8    | Zsolt Szeglet     | Hungria         | EUR    | 46"26    |
| DQ   | Alvin Harrison    | Estados Unidos  | USA    | 45"46    |

| Pos. | Atleta            | País           | Equipa | Marca    |
| ---- | ----------------- | -------------- | ------ | -------- |
| 1    | Ana Guevara       | México         | AME    | 49"56    |
| 2    | Jearl Miles Clark | Estados Unidos | USA    | 50"27    |
| 3    | Olesya Zykina     | Rússia         | RUS    | 50"67    |
| 4    | Lee McConnell     | Reino Unido    | GBR    | 50"82 PB |
| 5    | Kaltouma Nadjina  | Chade          | AFR    | 51"11    |
| 6    | Claudia Marx      | Alemanha       | ALE    | 52"30    |
| 7    | Tatyana Roslanova | Cazaquistão    | ASI    | 52"44    |
| 8    | Rosemary Hayward  | Austrália      | OCE    | 52"76 PB |
| 9    | Miriam Bravo      | Espanha        | ESP    | 53"79 PB |

#### 800 metros
| Pos. | Atleta              | País           | Equipa | Marca      |
| ---- | ------------------- | -------------- | ------ | ---------- |
| 1    | Antonio M. Reina    | Espanha        | ESP    | 1'43"83 CR |
| 2    | Djabir Saïd-Guerni  | Argélia        | AFR    | 1'44"03    |
| 3    | David Krummenacker  | Estados Unidos | USA    | 1'45"14    |
| 4    | André Bucher        | Suíça          | EUR    | 1'45"31    |
| 5    | Nils Schumann       | Alemanha       | ALE    | 1'45"34    |
| 6    | Osmar B. dos Santos | Brasil         | AME    | 1'46"01    |
| 7    | Mihail Kolganov     | Cazaquistão    | ASI    | 1'47"45 PB |
| 8    | James McIlroy       | Reino Unido    | GBR    | 1'48"43    |
| DNF  | Kris McCarthy       | Austrália      | OCE    |            |

| Pos. | Atleta              | País           | Equipa | Marca      |
| ---- | ------------------- | -------------- | ------ | ---------- |
| 1    | Maria L. Mutola     | Moçambique     | AFR    | 1'58"60    |
| 2    | Mayté Martínez      | Espanha        | ESP    | 1'59"24    |
| 3    | Jolanda Ceplak      | Eslovênia      | EUR    | 1'59"42    |
| 4    | Zulia Calatayud     | Cuba           | AME    | 1'59"44    |
| 5    | Svetlana Cherkasova | Rússia         | RUS    | 2'00"72    |
| 6    | Claudia Gesell      | Alemanha       | ALE    | 2'01"58    |
| 7    | Sasha Spencer       | Estados Unidos | USA    | 2'02"92    |
| 8    | Tamsyn Lewis        | Austrália      | OCE    | 2'03"10    |
| 9    | Miho Sugimori       | Japão          | ASI    | 2'03"22 PB |

#### 1500 metros
| Pos. | Atleta               | País           | Equipa | Marca      |
| ---- | -------------------- | -------------- | ------ | ---------- |
| 1    | Bernard Lagat        | Quênia         | AFR    | 3'31"20 CR |
| 2    | Reyes Estévez        | Espanha        | ESP    | 3'33"67    |
| 3    | Mehdi Baala          | França         | EUR    | 3'38"04    |
| 4    | Youcef Abdi          | Austrália      | OCE    | 3'41"01    |
| 5    | Franek Haschke       | Alemanha       | ALE    | 3'41"58    |
| 6    | Michael East         | Reino Unido    | GBR    | 3'41"88    |
| 7    | Abdulrahman Suleiman | Catar          | ASI    | 3'42"27    |
| 8    | Hudson de Souza      | Brasil         | AME    | 3'42"58    |
| 9    | Seneca Lassiter      | Estados Unidos | USA    | 4'05"82    |

| Pos. | Atleta             | País           | Equipa | Marca      |
| ---- | ------------------ | -------------- | ------ | ---------- |
| 1    | Süreyya Ayhan      | Turquia        | EUR    | 4'02"57    |
| 2    | Tatyana Tomashova  | Rússia         | RUS    | 4'09"74    |
| 3    | Kathleen Friedrich | Alemanha       | ALE    | 4'10"20    |
| 4    | Regina Jacobs      | Estados Unidos | USA    | 4'10"78    |
| 5    | Jacklin Maranga    | Quênia         | AFR    | 4'11"10    |
| 6    | Tatiana Borisova   | Quirguistão    | ASI    | 4'11"14 PB |
| 7    | Nuria Fernández    | Espanha        | ESP    | 4'11"56    |
| 8    | Sarah Jamieson     | Austrália      | OCE    | 4'12"33    |
| 9    | Mardrea Hyman      | Jamaica        | AME    | 4'14"60    |

#### 3000 metros
| Pos. | Atleta           | País           | Equipa | Marca      |
| ---- | ---------------- | -------------- | ------ | ---------- |
| 1    | Craig Mottram    | Austrália      | OCE    | 7'41"37 CR |
| 2    | David Galván     | México         | AME    | 7'47"43    |
| 3    | Roberto García   | Espanha        | ESP    | 7'53"96    |
| 4    | Paul Bitok       | Quênia         | AFR    | 7'56"31    |
| 5    | Anthony Whiteman | Reino Unido    | GBR    | 8'03"33    |
| 6    | Ahmed I. Warsama | Catar          | ASI    | 8'08"31    |
| 7    | Sergey Lebed     | Ucrânia        | EUR    | 8'08"65    |
| 8    | Bolota Asmeron   | Estados Unidos | USA    | 8'10"66    |
| 9    | Raphael Schäfer  | Alemanha       | ALE    | 8'33"89    |

| Pos. | Atleta              | País           | Equipa | Marca      |
| ---- | ------------------- | -------------- | ------ | ---------- |
| 1    | Berhane Adere       | Etiópia        | AFR    | 8'50"88    |
| 2    | Gabriela Szabo      | Roménia        | EUR    | 8'50"89    |
| 3    | Yelena Zadorozhnaya | Rússia         | RUS    | 8'50"93    |
| 4    | Sarah Schwald       | Estados Unidos | USA    | 8'57"27    |
| 5    | Susie Power         | Austrália      | OCE    | 8'58"09    |
| 6    | Beatriz Santiago    | Espanha        | ESP    | 8'59"88    |
| 7    | Courtney Babcock    | Canadá         | AME    | 9'05"98    |
| 8    | Melanie Schulz      | Alemanha       | ALE    | 9'10"57 PB |
| 9    | Mizuho Nasukawa     | Japão          | ASI    | 9'23"47 PB |

#### 5000 metros
| Pos. | Atleta               | País           | Equipa | Marca       |
| ---- | -------------------- | -------------- | ------ | ----------- |
| 1    | Alberto García       | Espanha        | ESP    | 13'30"04    |
| 2    | Paul M. Kosgei       | Quênia         | AFR    | 13'31"71    |
| 3    | Ismaïl Sghyr         | França         | EUR    | 13'32"82    |
| 4    | Mebrahtom Keflezighi | Estados Unidos | USA    | 13'33"44    |
| 5    | John Mayock          | Reino Unido    | GBR    | 13'38"63    |
| 6    | Michael May          | Alemanha       | ALE    | 13'39"73    |
| 7    | Abdulhak Zakaria     | Bahrein        | ASI    | 13'54"68 PB |
| 8    | Michael Power        | Austrália      | OCE    | 13'58"07    |
| 9    | Sean Kaley           | Canadá         | AME    | 14'33"57    |

| Pos. | Atleta               | País           | Equipa | Marca       |
| ---- | -------------------- | -------------- | ------ | ----------- |
| 1    | Olga Yegorova        | Rússia         | RUS    | 15'18"15 CR |
| 2    | Marta Domínguez      | Espanha        | ESP    | 15'19"73    |
| 3    | Joanne Pavey         | Reino Unido    | EUR    | 15'20"10    |
| 4    | Benita Johnson       | Austrália      | OCE    | 15'20"83    |
| 5    | Susan Chepkemei      | Quênia         | AFR    | 15'27"04    |
| 6    | Akiko Kawashima      | Japão          | ASI    | 15'41"95    |
| 7    | Sabrina Mockenhaupt  | Alemanha       | ALE    | 15'42"22    |
| 8    | Nora Leticia Rocha   | México         | AME    | 15'45"48    |
| 9    | Colette Liss-Douglas | Estados Unidos | USA    | 15'59"44    |

#### 110 metros barreiras/100 metros barreiras
| Pos. | Atleta              | País           | Equipa | Marca    |
| ---- | ------------------- | -------------- | ------ | -------- |
| 1    | Anier García        | Cuba           | AME    | 13"10    |
| 2    | Allen Johnson       | Estados Unidos | USA    | 13"45    |
| 3    | Stanislavs Olijars  | Letônia        | EUR    | 13"58    |
| 4    | Shaun Bownes        | África do Sul  | AFR    | 13"67    |
| 5    | Felipe Vivancos     | Espanha        | ESP    | 13"79 PB |
| 6    | Florian Schwarthoff | Alemanha       | ALE    | 13"79    |
| 7    | Tim Ewen            | Austrália      | OCE    | 14"10    |
| DNF  | Liu Xiang           | China          | ASI    |          |
| DQ   | Colin Jackson       | Reino Unido    | GBR    |          |

| Pos. | Atleta            | País           | Equipa | Marca |
| ---- | ----------------- | -------------- | ------ | ----- |
| 1    | Gail Devers       | Estados Unidos | USA    | 12"65 |
| 2    | Brigitte Foster   | Jamaica        | AME    | 12"82 |
| 3    | Glory Alozie      | Espanha        | ESP    | 12"95 |
| 4    | Olena Krasovska   | Ucrânia        | EUR    | 13"07 |
| 5    | Rosa Rakotozafy   | Madagáscar     | AFR    | 13"07 |
| 6    | Svetlana Laukhova | Rússia         | RUS    | 13"14 |
| 7    | Kisten Bolm       | Alemanha       | ALE    | 13"15 |
| 8    | Jacquie Munro     | Austrália      | OCE    | 13"46 |
| 9    | Yvonne Kanazawa   | Japão          | ASI    | 13"59 |

#### 400 metros barreiras
| Pos. | Atleta                | País             | Equipa | Marca |
| ---- | --------------------- | ---------------- | ------ | ----- |
| 1    | James Carter          | Estados Unidos   | USA    | 48"27 |
| 2    | Mubarak Faraj Al-Nubi | Catar            | ASI    | 48"96 |
| 3    | Chris Rawlinson       | Reino Unido      | GBR    | 49"18 |
| 4    | Jiri Muzik            | Chéquia          | EUR    | 49"28 |
| 5    | Ian Weakley           | Jamaica          | AME    | 49"62 |
| 6    | José María Romera     | Espanha          | ESP    | 49"68 |
| 7    | Llewellyn Herbert     | África do Sul    | AFR    | 50"52 |
| 8    | Christian Duma        | Alemanha         | ALE    | 50"57 |
| 9    | Mowen Boino           | Papua-Nova Guiné | OCE    | 51"66 |

| Pos. | Atleta            | País           | Equipa | Marca |
| ---- | ----------------- | -------------- | ------ | ----- |
| 1    | Yuliya Pechenkina | Rússia         | RUS    | 53"74 |
| 2    | Sandra Glover     | Estados Unidos | USA    | 54"46 |
| 3    | Jana Rawlinson    | Austrália      | OCE    | 55"15 |
| 4    | Ionela Târlea     | Roménia        | EUR    | 56"17 |
| 5    | Natalya Torshina  | Cazaquistão    | ASI    | 56"38 |
| 6    | Debbie-Ann Parris | Jamaica        | AME    | 57"36 |
| 7    | Heike Meissner    | Alemanha       | ALE    | 57"40 |
| 8    | Zahra Lachquer    | Marrocos       | AFR    | 59"14 |
| 9    | Beatriz Montero   | Espanha        | ESP    | 59"79 |

#### 3000 metros obstáculos
| Pos. | Atleta               | País           | Equipa | Marca   |
| ---- | -------------------- | -------------- | ------ | ------- |
| 1    | Wilson Boit Kipketer | Quênia         | AFR    | 8'25"34 |
| 2    | Luis Miguel Martín   | Espanha        | ESP    | 8'26"35 |
| 3    | Khamis A. Saifeldin  | Catar          | ASI    | 8'30"66 |
| 4    | Anthony Famiglietti  | Estados Unidos | USA    | 8'32"72 |
| 5    | Simon Vroeman        | Países Baixos  | EUR    | 8'36"06 |
| 6    | Peter Nowill         | Austrália      | OCE    | 8'39"22 |
| 7    | Filmon Ghirmai       | Alemanha       | ALE    | 8'42"29 |
| 8    | Stuart Stokes        | Reino Unido    | GBR    | 8'43"38 |
| 9    | Joël Bourgeois       | Canadá         | AME    | 8'56"13 |

#### Estafeta 4 x 100 metros
| Pos. | Atletas        | Equipa | Marca    |
| ---- | -------------- | ------ | -------- |
| 1    | Estados Unidos | USA    | 37"95 CR |
| 2    | Américas       | AME    | 38"32    |
| 3    | África         | AFR    | 38"63    |
| 4    | Europa         | EUR    | 38"66    |
| 5    | Ásia           | ASI    | 38"91    |
| 6    | Reino Unido    | GBR    | 39"23    |
| 7    | Oceânia        | OCE    | 39"58    |
| 8    | Espanha        | ESP    | 39"64    |
| DQ   | Alemanha       | GER    |          |

| Pos. | Atletas        | Equipa | Marca |
| ---- | -------------- | ------ | ----- |
| 1    | Américas       | AME    | 41"91 |
| 2    | África         | AFR    | 42"99 |
| 3    | Europa         | EUR    | 43"30 |
| 4    | Alemanha       | GER    | 43"36 |
| 5    | Rússia         | RUS    | 43"69 |
| 6    | Ásia           | ASI    | 43"82 |
| 7    | Espanha        | ESP    | 45"07 |
| DQ   | Estados Unidos | USA    |       |
| DQ   | Oceânia        | OCE    |       |

#### Estafeta 4 x 400 metros
| Pos. | Atletas        | Equipa | Marca   |
| ---- | -------------- | ------ | ------- |
| 1    | Américas       | AME    | 2'59"19 |
| 2    | África         | AFR    | 3'01"69 |
| 3    | Ásia           | ASI    | 3'03"02 |
| 4    | Reino Unido    | GBR    | 3'03"34 |
| 5    | Oceânia        | OCE    | 3'03"65 |
| 6    | Alemanha       | GER    | 3'05"31 |
| DQ   | Espanha        | ESP    |         |
| DQ   | Estados Unidos | USA    |         |
| DQ   | Europa         | EUR    |         |

| Pos. | Atletas        | Equipa | Marca   |
| ---- | -------------- | ------ | ------- |
| 1    | Américas       | AME    | 3'23"53 |
| 2    | Rússia         | RUS    | 3'26"59 |
| 3    | África         | AFR    | 3'26"84 |
| 4    | Europa         | EUR    | 3'29"21 |
| 5    | Alemanha       | GER    | 3'31"09 |
| 6    | Oceânia        | OCE    | 3'31"32 |
| 7    | Espanha        | ESP    | 3'36"50 |
| 8    | Ásia           | ASI    | 3'37"18 |
| DQ   | Estados Unidos | USA    |         |

#### Salto em altura
| Pos. | Atleta              | País           | Equipa | Marca     |
| ---- | ------------------- | -------------- | ------ | --------- |
| 1    | Yaroslav Rybakov    | Rússia         | EUR    | 2,31 m SB |
| 2    | Mark Boswell        | Canadá         | AME    | 2,29 m    |
| 3    | Ben Challenger      | Reino Unido    | GBR    | 2,20 m    |
| 4    | Abderrahmane Hammad | Argélia        | AFR    | 2,15 m    |
| 5=   | Ignacio Pérez       | Espanha        | ESP    | 2,15 m    |
| 5=   | Martin Buss         | Alemanha       | ALE    | 2,15 m    |
| 7    | Nathan Leeper       | Estados Unidos | USA    | 2,10 m    |
| 7    | Kai Cui             | China          | ASI    | 2,10 m    |
| 9    | Nick Moroney        | Austrália      | OCE    | NH        |

| Pos. | Atleta           | País           | Equipa | Marca     |
| ---- | ---------------- | -------------- | ------ | --------- |
| 1    | Hestrie Cloete   | África do Sul  | AFR    | 2,02 m SB |
| 2    | Kajsa Bergqvist  | Suécia         | EUR    | 2,02 m    |
| 3    | Marina Kuptsova  | Rússia         | RUS    | 2,00 m PB |
| 4    | Tisha Waller     | Estados Unidos | USA    | 1,96 m SB |
| 5    | Tatyana Efimenko | Quirguistão    | ASI    | 1,91 m PB |
| 6=   | Kathryn Holinski | Alemanha       | ALE    | 1,91 m    |
| 6=   | Ruth Beitía      | Espanha        | ESP    | 1,91 m    |
| 8    | Nicole Forrester | Canadá         | AME    | 1,85 m    |
| 9    | Jane Jamieson    | Austrália      | OCE    | 1,75 m    |

#### Salto com vara
| Pos. | Atleta             | País           | Equipa | Marca     |
| ---- | ------------------ | -------------- | ------ | --------- |
| 1    | Okkert Brits       | África do Sul  | AFR    | 5,75 m SB |
| 2    | Jeff Hartwig       | Estados Unidos | USA    | 5,70 m    |
| 3    | Lars Börgeling     | Alemanha       | ALE    | 5,55 m    |
| 4    | Dominic Johnson    | Santa Lúcia    | AME    | 5,20 m    |
| 5=   | Andrés Hinojo      | Espanha        | ESP    | 5,20 m    |
| 5=   | Paul Burgess       | Austrália      | OCE    | 5,20 m    |
| 7    | Tim Thomas         | Reino Unido    | GBR    | 5,00 m    |
|      | Daichi Sawano      | Japão          | ASI    | NH        |
|      | Aleksandr Averbukh | Israel         | EUR    | NH        |

| Pos. | Atleta             | País           | Equipa | Marca     |
| ---- | ------------------ | -------------- | ------ | --------- |
| 1    | Annika Becker      | Alemanha       | ALE    | 4,55 m    |
| 2    | Svetlana Feofanova | Rússia         | RUS    | 4,40 m    |
| 3    | Dana Cervantes     | Espanha        | ESP    | 4,30 m    |
| 4    | Shuying Gao        | China          | ASI    | 4,30 m    |
| 5    | Monique de Wilt    | Países Baixos  | EUR    | 4,20 m    |
| 6    | Syrine Balti       | Tunísia        | AFR    | 4,10 m PB |
| 7    | Mary Sauer Vincent | Estados Unidos | USA    | 4,00 m    |
|      | Stephanie McCann   | Canadá         | AME    | NH        |
|      | Tatiana Grigorieva | Austrália      | OCE    | NH        |

#### Salto em comprimento
| Pos. | Atleta                 | País           | Equipa | Marca  |
| ---- | ---------------------- | -------------- | ------ | ------ |
| 1    | Savante Stringfellow   | Estados Unidos | USA    | 8,21 m |
| 2    | Iván Pedroso           | Cuba           | AME    | 8,19 m |
| 3    | Yago Lamela            | Espanha        | ESP    | 8,11 m |
| 4    | Hussein Taher Al-Sabee | Arábia Saudita | ASI    | 7,92 m |
| 5    | Younés Moudrik         | Marrocos       | AFR    | 7,90 m |
| 6    | Christopher Tomlinson  | Reino Unido    | GBR    | 7,85 m |
| 7    | Olexiy Lukashevych     | Ucrânia        | EUR    | 7,83 m |
| 8    | Tim Parravicini        | Austrália      | OCE    | 7,69 m |
| 9    | Andreas Pohle          | Alemanha       | ALE    | 7,26 m |

Todos os saltos foram efectuados com vento regulamentar
| Pos. | Atleta                 | País           | Equipa | Marca  |
| ---- | ---------------------- | -------------- | ------ | ------ |
| 1    | Tatyana Kotova         | Rússia         | RUS    | 6,85 m |
| 2    | Maurren Higa Maggi     | Brasil         | AME    | 6,81 m |
| 3    | Concepción Montaner    | Espanha        | ESP    | 6,68 m |
| 4    | Jade Johnson           | Reino Unido    | EUR    | 6,41 m |
| 5    | Chantal Brunner        | Nova Zelândia  | OCE    | 6,35 m |
| 6    | Yelena Kashcheyeva     | Cazaquistão    | ASI    | 6,32 m |
| 7    | Sofia Schulte          | Alemanha       | ALE    | 6,16 m |
| 8    | Françoise Mbango Etone | Camarões       | AFR    | 6,06 m |
| 9    | Brianna Glenn          | Estados Unidos | USA    | 5,91 m |

Todos os saltos foram efectuados com vento regulamentar

#### Triplo salto
| Pos. | Atleta                  | País           | Equipa | Marca       |
| ---- | ----------------------- | -------------- | ------ | ----------- |
| 1    | Jonathan Edwards        | Reino Unido    | GBR    | 17,34 m     |
| 2    | Walter Davis            | Estados Unidos | USA    | 17,23 m (w) |
| 3    | Christian Olsson        | Suécia         | EUR    | 17,05 m     |
| 4    | Charles Michael Friedek | Alemanha       | ALE    | 16,91 m (w) |
| 5    | Jadel Gregório          | Brasil         | AME    | 16,61 m (w) |
| 6    | Kazuyoshi Ishikawa      | Japão          | ASI    | 16,50 m PB  |
| 7    | Olivier Sanou           | Burquina Fasso | AFR    | 16,30 m     |
| 8    | Raúl Chapado            | Espanha        | ESP    | 15,91 m     |
| 9    | Viktor Chistiakov       | Austrália      | OCE    | 14,96 m     |

| Pos. | Atleta                 | País           | Equipa | Marca   |
| ---- | ---------------------- | -------------- | ------ | ------- |
| 1    | Françoise Mbango Etone | Camarões       | AFR    | 14,37 m |
| 2    | Ashia Hansen           | Reino Unido    | EUR    | 14,32 m |
| 3    | Carlota Castrejana     | Espanha        | ESP    | 14,13 m |
| 4    | Trecia Smith           | Jamaica        | AME    | 13,82 m |
| 5    | Yuliana Perez          | Estados Unidos | USA    | 13,79 m |
| 6    | Yelena Oleynikova      | Rússia         | RUS    | 13,79 m |
| 7    | Lingmei Wu             | China          | ASI    | 13,60 m |
| 8    | Sofia Schulte          | Alemanha       | ALE    | 12,73 m |
| 9    | Michelle Apostolou     | Austrália      | OCE    | 12,12 m |

Todos os saltos foram efectuados com vento regulamentar

#### Arremesso do peso
| Pos. | Atleta          | País           | Equipa | Marca   |
| ---- | --------------- | -------------- | ------ | ------- |
| 1    | Adam Nelson     | Estados Unidos | USA    | 20,80 m |
| 2    | Justin Anlezark | Austrália      | OCE    | 20,77 m |
| 3    | Ralf Bartels    | Alemanha       | ALE    | 20,67 m |
| 4    | Janus Robberts  | África do Sul  | AFR    | 20,00 m |
| 5    | Yuri Bilonoh    | Ucrânia        | EUR    | 19,88 m |
| 6    | Manuel Martínez | Espanha        | ESP    | 19,76 m |
| 7    | Carl Myerscough | Reino Unido    | GBR    | 19,13 m |
| 8    | Bradley Snyder  | Canadá         | AME    | 18,99 m |
| 9    | Li Rongxiang    | China          | ASI    | 10,09 m |

| Pos. | Atleta              | País           | Equipa | Marca      |
| ---- | ------------------- | -------------- | ------ | ---------- |
| 1    | Irina Korzhanenko   | Rússia         | RUS    | 20,20 m    |
| 2    | Yumileidi Cumbá     | Cuba           | AME    | 19,14 m    |
| 3    | Astrid Kumbernuss   | Alemanha       | ALE    | 19,11 m    |
| 4    | Vita Pavlysh        | Ucrânia        | EUR    | 19,06 m    |
| 5    | Teri Steer          | Estados Unidos | USA    | 18,66 m    |
| 6    | Valerie Adams       | Nova Zelândia  | OCE    | 18,77 m NR |
| 7    | Vivian Chukwuemeka  | Nigéria        | AFR    | 17,30 m    |
| 8    | Juttaporn Krasaeyan | Tailândia      | ASI    | 17,25 m    |
| 9    | Irache Quintanal    | Espanha        | ESP    | 15,79 m    |

#### Lançamento do disco
| Pos. | Atleta             | País           | Equipa | Marca      |
| ---- | ------------------ | -------------- | ------ | ---------- |
| 1    | Róbert Fazekas     | Hungria        | EUR    | 71,25 m CR |
| 2    | Frantz Kruger      | África do Sul  | AFR    | 66,78 m    |
| 3    | Mario Pestano      | Espanha        | ESP    | 64,64 m    |
| 4    | Michael Möllenbeck | Alemanha       | ALE    | 64,57 m    |
| 5    | Jason Tunks        | Canadá         | AME    | 62,89 m    |
| 6    | Adam Setliff       | Estados Unidos | USA    | 61,52 m    |
| 7    | Robert Weir        | Reino Unido    | GBR    | 58,91 m    |
| 8    | Peter Elvy         | Austrália      | OCE    | 56,60 m    |
| 9    | Koji Murofushi     | Japão          | ASI    | 41,93 m    |

| Pos. | Atleta             | País           | Equipa | Marca   |
| ---- | ------------------ | -------------- | ------ | ------- |
| 1    | Beatrice Faumuina  | Nova Zelândia  | OCE    | 62,47 m |
| 2    | Ekateríni Vóggoli  | Grécia         | EUR    | 61,77 m |
| 3    | Natalya Sadova     | Rússia         | RUS    | 61,30 m |
| 4    | Li Yanfeng         | China          | ASI    | 59,89 m |
| 5    | Kristin Kuehl      | Estados Unidos | USA    | 59,57 m |
| 6    | Jana Tucholke      | Alemanha       | ALE    | 57,94 m |
| 7    | Monia Kari         | Tunísia        | AFR    | 56,16 m |
| 8    | Alice Matejková    | Espanha        | ESP    | 56,05 m |
| 9    | Elisângela Adriano | Brasil         | AME    | 53,60 m |

#### Lançamento do dardo
| Pos. | Atleta                | País           | Equipa | Marca   |
| ---- | --------------------- | -------------- | ------ | ------- |
| 1    | Sergey Makarov        | Rússia         | EUR    | 86,44 m |
| 2    | Boris Henry           | Reino Unido    | GBR    | 81,60 m |
| 3    | Emeterio González     | Cuba           | AME    | 79,77 m |
| 4    | Steve Backley         | Reino Unido    | GBR    | 79,39 m |
| 5    | Gerhardus Pienaar     | África do Sul  | AFR    | 78,91 m |
| 6    | Li Rongxiang          | China          | ASI    | 78,12 m |
| 7    | William Hamlyn-Harris | Austrália      | OCE    | 74,48 m |
| 8    | Gustavo Dacal         | Espanha        | ESP    | 68,26 m |
| 9    | Chris Clever          | Estados Unidos | USA    | 65,73 m |

| Pos. | Atleta             | País           | Equipa | Marca   |
| ---- | ------------------ | -------------- | ------ | ------- |
| 1    | Osleidys Menéndez  | Cuba           | AME    | 64,41 m |
| 2    | Tatyana Shikolenko | Rússia         | RUS    | 60,11 m |
| 3    | Mikaela Ingberg    | Finlândia      | EUR    | 60,08 m |
| 4    | Steffi Nerius      | Alemanha       | ALE    | 57,81 m |
| 5    | Serene Ross        | Estados Unidos | USA    | 56,91 m |
| 6    | Ma Ning            | China          | ASI    | 56,60 m |
| 7    | Marta Míguez       | Espanha        | ESP    | 55,97 m |
| 8    | Aïda Sellam        | Tunísia        | AFR    | 52,48 m |
| 9    | Cecilia McIntosh   | Austrália      | OCE    | 52,35 m |

#### Lançamento do martelo
| Pos. | Atleta         | País           | Equipa | Marca      |
| ---- | -------------- | -------------- | ------ | ---------- |
| 1    | Adrián Annus   | Hungria        | EUR    | 80,93 m    |
| 2    | Koji Murofushi | Japão          | ASI    | 80,08 m    |
| 3    | Karsten Kobs   | Alemanha       | ALE    | 78,44 m    |
| 4    | Chris Harmse   | África do Sul  | AFR    | 77,16 m    |
| 5    | Moisés Campeny | Espanha        | ESP    | 73,21 m SB |
| 6    | John McEwen    | Estados Unidos | USA    | 71,03 m    |
| 7    | Phillip Jensen | Nova Zelândia  | OCE    | 67,09 m    |
| 8    | Michael Jones  | Reino Unido    | GBR    | 66,92 m    |
| 9    | Yosvani Suárez | Cuba           | AME    | 66,33 m    |

| Pos. | Atleta             | País           | Equipa | Marca      |
| ---- | ------------------ | -------------- | ------ | ---------- |
| 1    | Gu Yuan            | China          | ASI    | 70,75 m CR |
| 2    | Yipsi Moreno       | Cuba           | AME    | 69,65 m    |
| 3    | Olga Kuzenkova     | Rússia         | RUS    | 69,65 m    |
| 4    | Anna Mahon         | Estados Unidos | USA    | 65,94 m    |
| 5    | Kamila Skolimowska | Polónia        | EUR    | 65,24 m    |
| 6    | Susanne Keil       | Alemanha       | ALE    | 64,62 m    |
| 7    | Bronwyn Eagles     | Austrália      | OCE    | 63,49 m    |
| 8    | Berta Castells     | Espanha        | ESP    | 63,49 m    |
| 9    | Marwa Hussein      | Egito          | AFR    | 58,49 m    |

### Legenda
- WR: Recorde do mundo
- AR: Recorde continental
- NR: Recorde nacional
- CR: Recorde da competição
- PB: Recorde pessoal
- SB :Melhor marca pessoal do ano
- DQ: Desqualificado
- DNF: Abandono
- DNS: Não partiu
- NH: Não marcou
- (w) : Marca feita com vento anti-regulamentar